# 努子峰
努子峰是尼泊爾的山峰，位於喜馬拉雅山脈，由7個山峰組成，海拔高度分別是7,861、7,827、7,804、7,784、7,776、7,742和7,695米，距離珠穆朗瑪峰4公里，英國攀山隊在1961年5月16日首次登上主峰。

努子峰
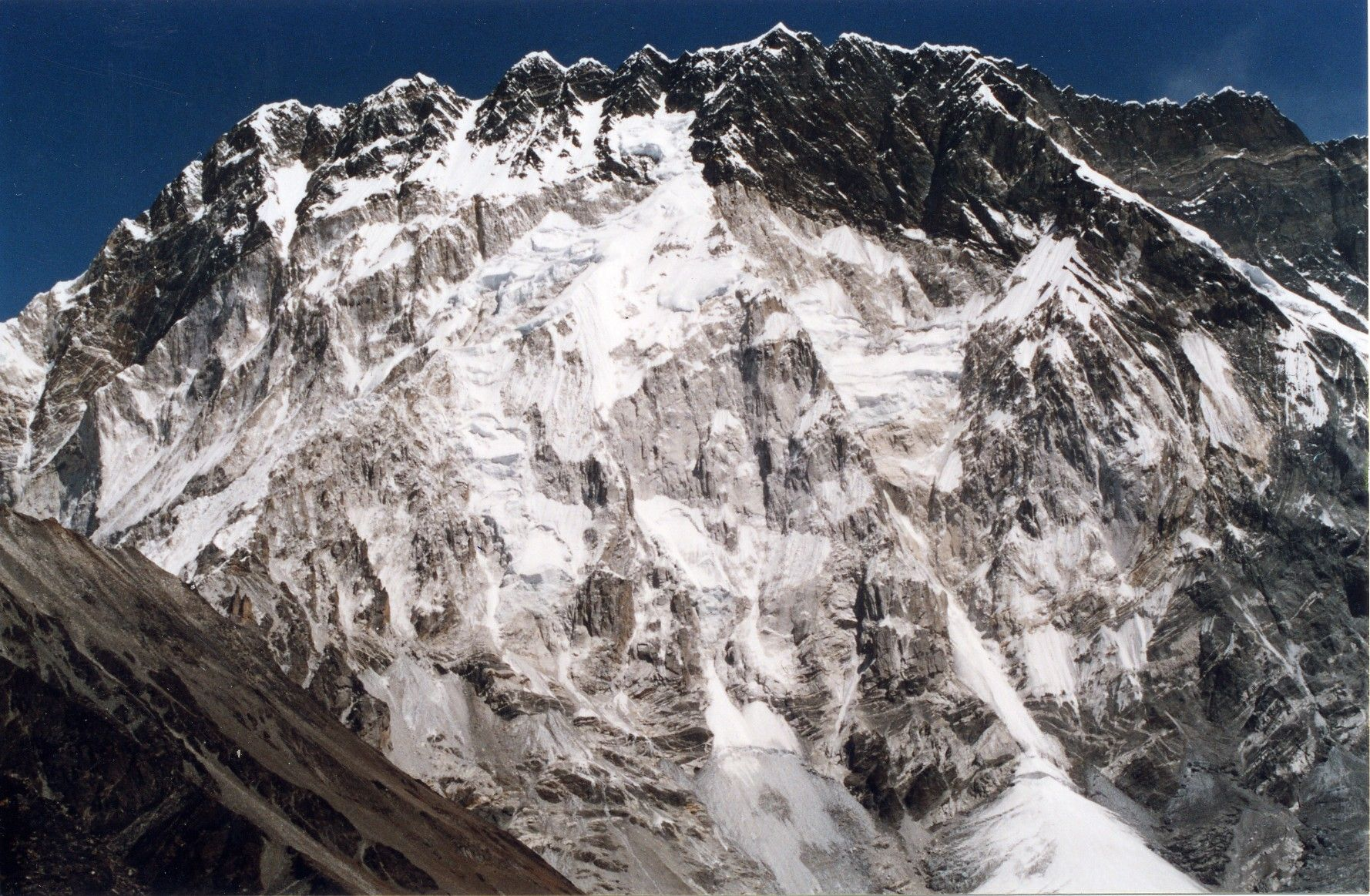
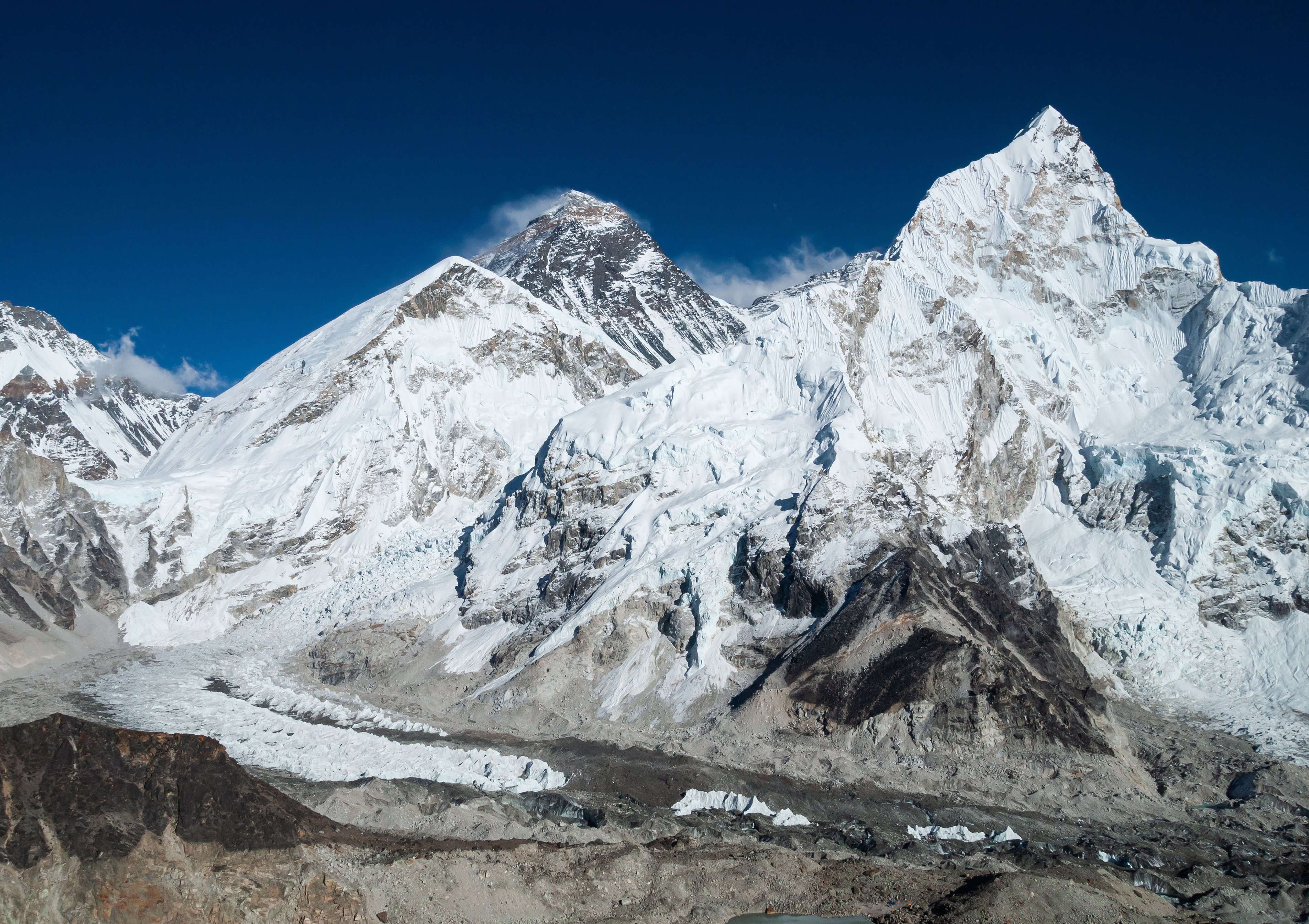
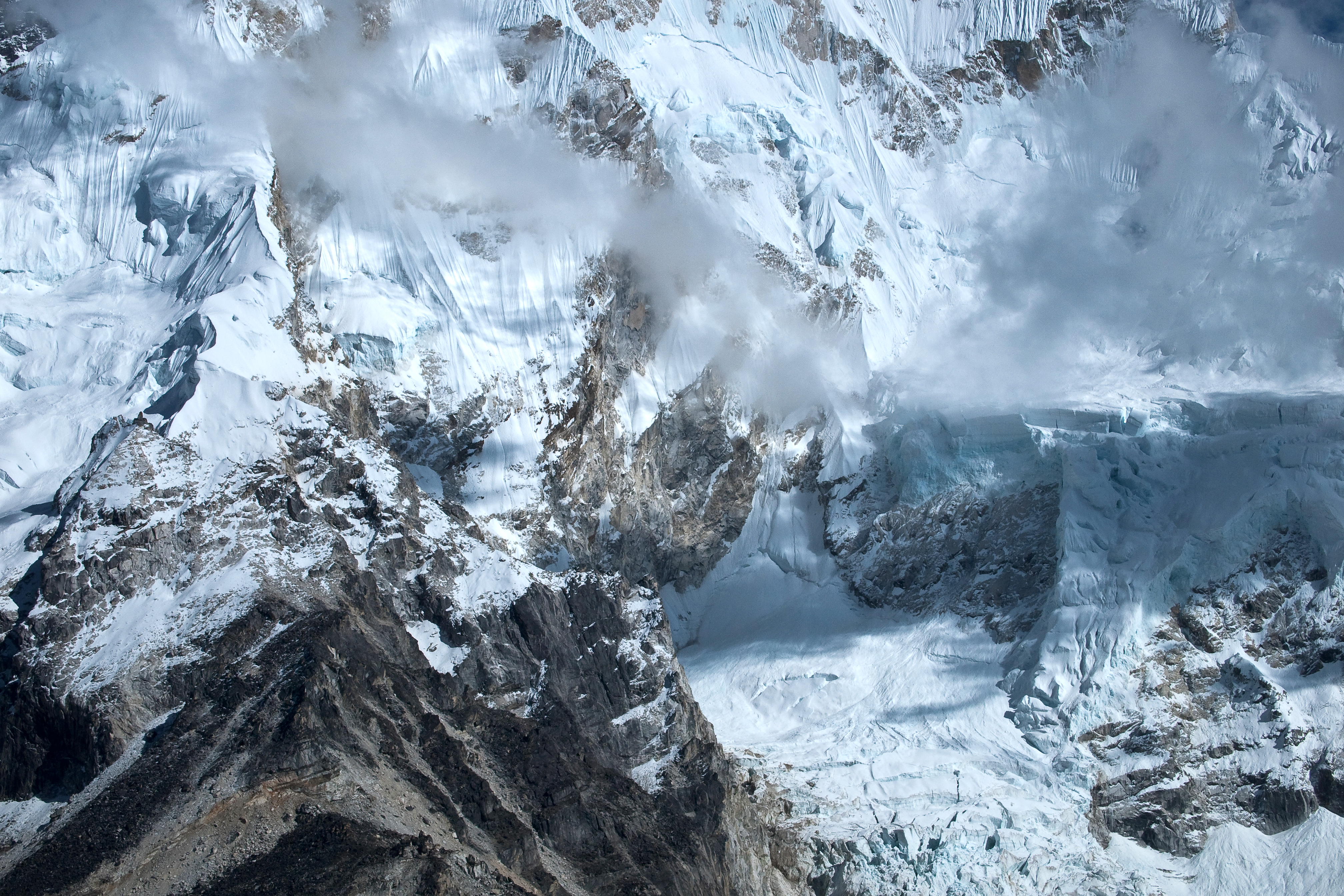

## 外部連結
- Nuptse on Summitpost （页面存档备份，存于）
- Nuptse on Peakware（页面存档备份，存于） - photos